# Seminemacheilus lendlii
Seminemacheilus lendlii är en fiskart som först beskrevs av Hankó 1925.  Seminemacheilus lendlii ingår i släktet Seminemacheilus och familjen grönlingsfiskar. IUCN kategoriserar arten globalt som otillräckligt studerad. Inga underarter finns listade i Catalogue of Life.